# Luteoviridae
Luteoviridae és una família de virus del tipus virus d'ARN monocatenari + que infecten algunes plantes.

## Gèneres
- Gènere Luteovirus; espècie tipus: Barley yellow dwarf virus-PAV (nanissament groc en ordi)
- Gènere Polerovirus; espècie tipus: Potato leafroll virus (enrotllament en patata)
- Gènere Enamovirus; espècie tipus: Pea enation mosaic virus-1 (nanissament i mosaic en pèsol)